# БКГ1
БКГ1 (Белорусско-китайский грузовой, 1-я модель) — белорусский грузовой двухсекционный восьмиосный электровоз переменного тока, производимый на Датунском локомотивостроительном заводе (КНР). Электровоз создан на основе китайского электровоза HXD2. Всего выпущено 12 машин, все из которых находятся в эксплуатации.

## История создания и выпуска
В апреле 2010 года стало известно, что Белорусская железная дорога заключила контракт с Датунским электровозостроительным заводом в Китае на поставку 12 грузовых двухсекционных электровозов стоимостью в 100 млн долларов. Сборка кузовов первых локомотивов началась летом 2011 года. Первые локомотивы были выпущены в феврале 2012 года, после чего начались их приёмочные заводские испытания.
Всего в течение 2012 года было выпущено 12 электровозов:
| Год выпуска | Серия | Количество электровозов | Количество секций | Номера  |
| ----------- | ----- | ----------------------- | ----------------- | ------- |
| 2012        | БКГ1  | 12                      | 24                | 001—012 |

## Конструкция
Электровоз является адаптацией китайского электровоза серии HXD2, который, в свою очередь, был разработан Датунским заводом совместно с компанией Alstom на основе имеющегося электровоза Alstom Prima 47000 (электровозы данной серии эксплуатируются во Франции и в Марокко).
Кабина машиниста имеет кондиционирование. Имеется вакуумный туалет для локомотивной бригады, причём санузел выделен в отдельное помещение. В кузове электровоза имеется шкаф для бытовых приборов, оборудованный микроволновой печью и холодильником.
Буксы оборудованы датчиками температуры. Имеется встроенная система гребнесмазывателя. Колёсные пары имеют цельнокатаные колёса.
Вспомогательный и основной компрессор, устройство для осушки воздуха и главные резервуары находятся внутри электровоза. Всё тормозное оборудование - фирмы Knorr-Bremse.
Напряжение цепей управления - 110 вольт. Доступ к прожектору для обслуживания и смены ламп возможен только с крыши электровоза.
Управление частотой вращения тяговых двигателей происходит путём изменения частоты и амплитуды тока. Тяговые двигатели 4FIA-7058-A  трёхфазные асинхронные с четырьмя полюсами и короткозамкнутым ротором. Электронная система управления позволяет осуществлять рекуперативное торможение двигателями с выдачей энергии в контактную сеть.
- Пульт управления в кабине машиниста
- Коридор в машинном отделении

## Эксплуатация
В мае 2012 года первые два электровоза поступили для эксплуатации в локомотивное депо Барановичи (ТЧ-3) после сертификации в Белорусском государственном университете транспорта. В июне того же года после завершения таможенного оформления и наладки специалистами производителя начались их динамико-прочностные скоростные и эксплуатационные испытания на Белорусской железной дороге. На начальном этапе электровоз испытывался в порожнем состоянии, а затем и с грузовыми поездами. С июля начались испытания по воздействию электровоза на путь, проверка автосцепок во время движения и другие испытания, в ходе которых оценивалась их экономичность и соответствие техническим характеристикам. В ходе испытаний электровоз достиг максимальной скорости в 132 км/ч.
В сентябре была начата подконтрольная эксплуатация электровозов, при которой проводилась проверка технических характеристик электровоза и настройка программного обеспечения. Электровозы начали водить грузовые поезда на участках Орша — Минск — Барановичи и Орша — Минск — Молодечно. В ходе опытной эксплуатации два электровоза провели 93 грузовых поезда с весом до 8000 тонн.
31 октября 2012 года состоялась официальная презентация первого электровоза БКГ1 на станции Ждановичи. В ходе презентации второй электровоз проследовал через станцию в направлении Молодечно с грузовым поездом из 91 вагона общим весом в 8130 тонн, что стало рекордным показателем для Белорусской железной дороги.
Позднее в 2013 году в депо Барановичи поступили все остальные 10 электровозов серии, где вместе с первыми локомотивами и эксплуатируются по настоящее время.
- БКГ1-001 следует с грузовым поездом
- БКГ1-010 с контейнерным поездом на станции Орша-Центральная